# Beierolpium lawrencei
Beierolpium lawrencei es una especie de arácnido del orden Pseudoscorpionida de la familia Olpiidae.

## Distribución geográfica
Se encuentra en Kenia y en el sur de África.